# Дгналі
Дгналі (груз. დგნალი) — село в Грузії.
За даними перепису населення 2014 року в селі проживає 29 осіб.